# Flora Ofelia
Flora Ofelia Hofmann Lindahl (født 14. juli 2005), bedre kendt som blot Flora Ofelia, er en dansk sangerinde og skuespiller, der vandt sangkonkurrencen MGP 2015 med sin sang "Du Du Du" og siden har medvirket i blandt andet tv-serien Ulven kommer (2020) og spillefilmen Du som er i himlen (2022).

## Karriere
Flora Ofelia vandt som niårig MGP i 2015 med sangen "Du Du Du". Hun udgav op til MGP i 2016 sangen "Fantastisk Fantasi", som hun lavede en musikvideo til med de 50.000 kroner, hun havde fået for at vinde MGP. Samme år lagde hun stemme til Sofie i animationsfilmen Den magiske juleæske. I 2018 spillede hun elverpigen Neia i Landet af glas. Hun fik sit gennembrud, da hun i 2020 spillede den bærende hovedrolle i DR-serien Ulven kommer som pigen Holly, for hvilken hun modtog en Robert for Årets kvindelige hovedrolle – tv-serie i februar 2021 som den yngste nogensinde i en alder af 15 år. Succesen fortsatte med Tea Lindeburgs debutspillefilm Du Som Er I Himlen – baseret på den selvbiografiske roman En dødsnat af Marie Bregendahl fra 1912 –  hvor Flora Ofelia spillede hovedrollen Lise; for rollen modtog hun i september 2021 prisen for bedste hovedrolle ved den internationale filmfestival i San Sebastián, igen som den yngste nogensinde. Samme måned underskrev hun kontrakt med det engelske agentbureau United Agents.

## Baggrund
Flora Ofelia Hofmann Lindahl blev født den 14. juli 2005 og voksede op i Bisserup på Sydvestsjælland. Hendes søster, Freja-Bella, deltog i MGP 2012. Hendes far, Jesper Hofmann, er komponist, producer og medlem af bandet Innocent Blood, mens hendes mor er frisør og ejer frisørsalonen Madame Grøn i Næstved. For at optage Ulven kommer boede hun i størstedelen af et år på Vesterbro hos sine gudforældre. I grundskolen gik hun på Herlufsholm, og i 1. g gik hun på Sankt Annæ Gymnasium.

## Filmografi

### Film
| År   | Title                | Rolle   | Note      |
| ---- | -------------------- | ------- | --------- |
| 2016 | Den magiske juleæske | Sofie   | Stemme    |
| 2018 | Landet af Glas       | Neia    |           |
| 2021 | Du som er i himlen   | Lise    |           |
| 2022 | Tonser               | Agnes   | Kort film |
| 2023 | Birthday Girl        | Cille   |           |
| 2024 | Far                  | Asta    | Kort film |
| 2024 | Et Brud.             | Hende   | Kort film |
| 2024 | Madame Ida           | Cecilia |           |
| 2025 | Smukkere             | Jasmin  |           |

### Serier
| År   | Title        | Rolle         | Note |
| ---- | ------------ | ------------- | ---- |
| 2020 | Ulven kommer | Holly Mølgård |      |

## Priser
| Pris                                      | År   | Kategori                                    | Production         | Resultat  |
| ----------------------------------------- | ---- | ------------------------------------------- | ------------------ | --------- |
| Bodilprisen                               | 2023 | Bedste kvindelige hovedrolle                | Du som er i himlen | Nomineret |
| Bodilprisen                               | 2023 | Talent-prisen                               | Du som er i himlen | Nomineret |
| Bodilprisen                               | 2025 | Bedste hovedrolle                           | Madame Ida         | Nomineret |
| Bodilprisen                               | 2025 | Bedste ensemble                             | Madame Ida         | Nomineret |
| Bodilprisen                               | 2025 | Bedste birolle                              | Birthday Girl      | Nomineret |
| MGP 2015                                  | 2015 |                                             | "Du du du"         | 1st plads |
| Robert prisen                             | 2021 | Årets kvindelige hovedrolle – tv-serie      | Ulven kommer       | Vundet    |
| Robert prisen                             | 2023 | Årets kvindelige hovedrolle                 | Du som er i himlen | Nomineret |
| Robert prisen                             | 2025 | Årets kvindelige hovedrolle                 | Madame Ida         | Nomineret |
| Robert prisen                             | 2025 | Årets kvindelige birolle                    | Birthday Girl      | Nomineret |
| San Sebastián International Film Festival | 2021 | Silver Shell for Best Leading Performance   | Du som er i himlen | Vundet    |
| Young Artist Awards                       | 2019 | Bedste hovedrolle; Ung kvindelig skuspiller | Landet af Glas     | Nomineret |
| Torino Film Festival                      | 2024 | Best Performance                            | Madame Ida         | Vundet    |